# Huisartsgeneeskunde
Huisartsgeneeskunde is een medisch specialisme, vergelijkbaar met bijvoorbeeld het medisch specialisme cardiologie of kindergeneeskunde. Dat wil zeggen dat iemand die geneeskunde gestudeerd heeft (in Nederland een studie van 6 jaar), kan solliciteren voor een plek binnen dit specialisme.
Het medisch specialisme huisartsgeneeskunde is een betaalde opleiding. Dat wil zeggen dat iemand die deze opleiding volgt, een salaris ontvangt en werkzaam is in een huisartsenpraktijk. Daarnaast volgt hij/zij onderwijs, waardoor hij/zij zowel in de praktijk als in de theorie opgeleid wordt tot huisarts.
De opleiding duurt drie jaar, en kan aan alle acht medische faculteiten in Nederland gevolgd worden, namelijk in Amsterdam (beide universiteiten), Rotterdam, Utrecht, Leiden, Maastricht, Nijmegen en Groningen.
Per plaats verschilt het enigszins hoe de opleiding ingericht is. In Leiden bestaat de opleiding bijvoorbeeld uit één praktijkjaar (een dag per week onderwijs, vier dagen per week werken in een huisartsenpraktijk), een extern stagejaar (half jaar spoedeisende hulp, drie maanden psychiatrie, drie maanden chronische zorg) en een verdiepingsjaar (gelijk aan eerste jaar, alleen met complexere problematiek). Daarnaast is er de mogelijkheid om zich te verdiepen in verschillende deelgebieden binnen de huisartsgeneeskunde. Zo is er in Leiden de mogelijkheid om een keuzevak verloskunde te doen, waardoor men na de huisartsopleiding gekwalificeerd is om thuisbevallingen te doen.
Ook de Belgische universiteiten bieden een opleiding huisartsgeneeskunde aan, eventueel in een gespecialiseerd universitair centrum, zoals aan de KU Leuven.